# Монголросцветмет
Совместное монголо-российское предприятие «Монголросцветмет» — совместное предприятие, созданное на основе межправительственного соглашения между СССР и МНР на паритетных началах в 1973 году для освоения ряда месторождений на территории Монголии. Первоначально предприятие называлось совместное хозяйственное объединение (СХО) «Совмонголцветмет». В 1992 году было переименовано в совместное монголо-российское предприятие Монголросцветмет, а доли участия российской и монгольской стороны были пересмотрены: Монголия — 51 %, Россия — 49 %.
На горных предприятиях, расположенных в различных частях Монголии и входящих в совместное предприятие производится:
- Добыча флюоритовой руды и производство плавиково-шпатовой продукции;
- Добыча золота;
- Геолого-разведочные работы;
- Добыча железной руды и производство железорудного концентрата — с 2011 года[3].

КОО Монголросцветмет ведёт хозяйственную деятельность на двух подземных рудниках по добыче золота и на трёх карьерах по добыче флюоритовой руды на территории трёх аймаков. Обогатительная фабрика по производству плавиково-шпатового концентрата является самой крупной в Монголии.�
Производство плавиково-шпатовой продукции возросло в 2010 году до 150,0 тысяч тонн, из которых щёлочный концентрат −130 тысяч тонн и металлургический концентрат — 20 тысяч тонн.
Среднегодовая добыча золота в 2010 году составила 500 кг.